# Křemelná (Fluss)
Die Křemelná, abschnittsweise auch Zhůřský potok bzw. Brunstský potok (deutsch Kieslingbach, Kiesleitenbach, auch Brunster Bach und Haidler Bach) ist der linke Quellfluss der Otava in Tschechien.

## Verlauf
Die Křemelná entspringt etwa sechs Kilometer nördlich von Železná Ruda bzw. zwei Kilometer nördlich des Pancíř (1214 m n.m.) im Böhmerwald. Ihre Quelle befindet sich am östlichen Fuße des Můstek (Brückelberg, 1234 m n.m.) bei der Wüstung Schürerhütten im Kessel zwischen dem Habr (1203 m n.m.) und der Jedlová (1177 m n.m.) in dem Quellmoor Šmauzy (Schmausen). Der Oberlauf der Křemelná, die hier auch als Brunstský potok (Brunster Bach) bezeichnet wird, führt vorbei an den Wüstungen Schürerova pila (Schürersäge), Zadní Šmauzy (Hintere Schmausenhütte), Lipplova pila (Lipplsäge) und Přední Šmauzy (Vordere Schmausenhütte) in einem tiefen moorigen Tal durch den Pancířský hřbet (Panzerkamm) nach Osten. Von dort fließt der Bach, einer tektonischen Senke folgend, parallel zum Böhmerwaldhauptkamm auf der Kochánovské pláně (Kocheter Hochfläche) in einem breiten, offenen Tal mit zahlreichen Moorgebieten südostwärts. Sein Oberlauf bis zur Wüstung Starý Brunst (Altbrunst) ist als Naturreservat „Prameniště“ geschützt. In Starý Brunst wird der Bach von der E 53/Silnice I/27 zwischen Klatovy und Železná Ruda überquert. Danach fließt die Křemelná auf das Gebiet des Nationalparks Šumava; linksseitig des Baches wurden die Moorgebiete im Jahre 2000 als Naturreservat „Zhůřská pláň“  und 2005 die Bergweiden nördlich der Wüstung Zhůří (Haidl am Ahornberg) als Naturreservat „Zhůřská hnízdiště“ unter Schutz gestellt.
Vorbei an den Wüstungen Zhůří, Horečky (Höhal), Malý Bor (Haid), Glaserwaldmühle und Šerlův Dvůr (Schörlhof) erreicht der Bach die Svojšská hornatina (Zwoischener Bergland). Auf diesem Abschnitt wird die Křemelná zunächst als Zhůřský potok (Haidlerbach), ab der Einmündung des Slatinný potok (Filzbach) bis zum Zusammenfluss mit dem Prášilský potok (Stubenbach) als Černý potok (Schwarzbach) bezeichnet.
Nachfolgend bildet die Křemelná ein tiefes Tal und fließt vorbei an den Wüstungen Weberhäusel, Filzhäusel und Frantoly (Frauenthal). Im Unterlauf nimmt sie bei Stodůlky (Stadln) den Charakter eines Wildbachs („Strum“) mit vielen Stromschnellen, Felsblöcken und unregelmäßigen Schwellen im Flussbett an. Sie umfließt das Bergmassiv des Křemelná (Kiesleiten, 1125 m) südlich in einem engen Durchbruchstal und nimmt dabei von rechts den Chinitz-Tettauer Schwemmkanal auf. Beiderseits über dieser Schlucht liegen die Wüstungen Velký Bor (Großhaid), Přední Paště (Vorderwaid), Horky u Srní (Seckerberg), Sedlo (Sattelberg) und Prostřední Paště (Mitterwaid). Gegenüber der Čeňkova pila (Vinzenzsäge), vier Kilometer südlich von Rejštejn, vereinigt sich die Křemelná nach 30,3 Kilometern mit der Vydra zur Otava.
Das Einzugsgebiet umfasst 171,6 km², der Durchfluss beträgt an der Mündung 4,43 m³/s.

## Geschichte
Das Tal der Křemelná lag von 1948 bis 1991 größtenteils im Sperrgebiet des Truppenübungsplatzes Dobrá Voda. An dem Fluss lagen die 1946 abgesiedelten und in den Folgejahren durch Panzer- und Artilleriebeschuss zerstörten Ortschaften Zhůří, Vysoké Lávky, Frantoly, Stodůlky und Velký Bor. Heute ist das gesamte Tal gänzlich unbesiedelt.

## Zuflüsse
- Slatinný potok (Gerlbach, Neubrunster Bach bzw. Filzbach; r), unterhalb der ehem. Glaserwaldmühle
- Jezerní potok (Seebach; r), Abfluss des Laka, oberhalb von Šerlův Dvůr
- Prášilský potok (Stubenbach bzw. Veitbach; r), bei Šerlův Dvůr
- Mlýnský potok (Mühlsprengbach; r), unterhalb Stodůlky an der ehem. Polalmühle
- Plavební potok (Riesel/Seckerbach; r), oberhalb von Sedlo
- Chinitz-Tettauer Schwemmkanal (r), bei Sedlo
- Paštěcký potok (l) am Paštěcký vodopád (Waider Wasserfall) bei Prostřední Paště